# 阿奎拉旗手
阿奎拉旗手（拉丁語：Aquilifer），或稱鷹旗手、鵰旗手，是羅馬軍團中負責持軍團象徵阿奎拉的軍人。阿奎拉旗是軍團最重要的所有物，失去它被羅馬將士認為是一種可怕的恥辱。
阿奎拉旗手由經驗豐富的老兵擔任，薪水為一般士兵的兩倍。他們的配備與一般士兵不同，最顯著的差異是披著動物皮毛，獸頭作為帽子、獸皮作為披肩，從獸皮可以辨別所屬單位，獅皮為軍團，熊皮是營，狼皮則為大隊。
阿奎拉旗手通常不會持武器參與戰鬥，而是手持輕便的圓盾，圓盾可綁在手臂上，以方便雙手高舉阿奎拉。。